# Castronovo di Sicilia
Castronovo di Sicilia (Caššinnovu o Caṣṭrunnou in siciliano) è un comune italiano di 2 768 abitanti della città metropolitana di Palermo in Sicilia.

## Geografia fisica

### Territorio
Castronovo di Sicilia dista 72 km da Palermo e 58 da Agrigento.
Geologicamente il territorio di Castronovo ricade nell’area dei Monti Sicani, un altopiano strutturale, oltre che morfologico, che separa la grande fossa di Caltanissetta ad Oriente, dal bacino di Salemi ad Occidente. L’area attrezzata di Santa Caterina, di particolare bellezza naturalistica, è facilmente accessibile dal percorso stradale che congiunge Filaga a Castronovo di Sicilia. L’area è sotto la tutela dell’Ispettorato Dipartimentale delle Foreste di Palermo e conserva anche un insediamento bizantino. La struttura consente di assaporare un’aria salubre ed intensa e facilita la riscoperta dell’antica arte dei nostri antenati grazie alla presenza dei manufatti dell’edilizia rurale (pagliai, marcati ed altri opifici). Le giogaie montuose che s’innalzano dal fiume Platani fino a lambire il cielo, arrivate fino ai nostri giorni col toponimo di Monti Sicani, custodiscono una delle più belle e caratteristiche perle naturali della regione siciliana: la Riserva di Monte Carcaci. La posizione geografica, il clima mite e la ricchezza d’acqua, favoriscono un’ottima produzione agricola e casearia.

## Storia
Le lontane origini di Castronovo di Sicilia trovano conferma nell’esistenza di un insediamento arcaico costituito da abitazioni trogloditiche nella contrada Grotte, sulle sponde del fiume Platani, riconducibili al popolo sicano. La prima perlustrazione scientifica di tali insediamenti, almeno in tempi recenti, risale al 1743. Castronovo di Sicilia fu chiamata "Castra" dai romani, "Kars-nubu" dagli arabi, "Castrum" dai normanni. All’inizio del XII secolo, dopo la distruzione della cittadella sulla rupe, parte della popolazione si trasferì nella sottostante collina, dove sorsero due borgate intorno a due ricche sorgenti: il Rabat e il Rakal-biat. È da questi due borghi che sorse l’attuale centro urbano.
La vera e propria città sull’altopiano del Kassar fu fondata nel IX secolo.

## Monumenti e luoghi d'interesse

### Architetture civili
- 1091, Castello normanno di Castronovo. Maniero edificato dal Gran Conte Ruggero dopo la liberazione del 1077 e ampliato nel 1375 da Manfredi Chiaramonte, conte di Castronovo. Oggi costituisce l'edificio del duomo della Santissima Trinità.
- Palazzo Giandalia. Il palazzo è stato costruito per volere della famiglia Alondres sul muro di cinta dell'antica città, che includeva una torre di origine normanna, i cui resti sono visibili nello spigolo destro del prospetto principale; l'impianto del Palazzo dunque risale al 1200. In seguito a modifiche nel corso dei secoli, ha raggiunto l'aspetto attuale. L'edificio è costituito da tre elevazioni: in origine il piano terra era adibito a magazzino, mentre il primo e il secondo erano riservati ad abitazione. Le volte degli ambienti del primo piano sono decorate con affreschi realizzati da Giuseppe Enea, pittore e decoratore del Teatro Massimo di Palermo. Il Palazzo ospita, al pian terreno, alcuni reperti archeologici e oggetti del passato, testimoni di usi e mestieri di altri tempi; inoltre attualmente è anche possibile visitare un'esposizione dedicata a Mario Del Monaco, famoso tenore italiano con una carriera che va dalla fine degli anni quaranta alla metà degli anni settanta del novecento.
- Fonte Regio. La fontana è stata costruita nell'antico quartiere dove si trovava la sorgente "Rakal-Biat". La costruzione della fontana avvenne nel 1567, e subì dei restauri nel corso degli anni. Attualmente si presenta composta di un abbeveratoio rettangolare di 15,50 metri, realizzato in pietra, addossato al muro; al centro del muro è collocato lo stemma regio, da cui deriva il nome. La fontana presentava ai lati due piccole vasche alimentate da mascheroni dalle cui bocche fuoriusciva l'acqua. Si tramanda che di fronte alla fonte anticamente esistesse un lavatoio pubblico, di cui oggi non rimane traccia.
- Fonte Rabato e lavatoio. Il fonte Rabato fu costruito presso la sorgente Rabat, da cui prende il nome. Attualmente è composta da un abbeveratoio di forma rettangolare addossato al muro, realizzato in pietra. Lateralmente sono posizionate due vasche, ognuna delle quali è alimentata da due cannoli con sembianze di animali. Al centro della piazza, di fronte alla fontana, si trova il Lavatoio pubblico, a forma di trapezio, con il tetto in legno. All'interno sono collocate le vasche in cui si lavavano i panni. Seppure antichissimi, non è possibile dare una datazione precisa, che comunque risale ai primi insediamenti abitativi nella zona: conosciamo solo le date dei restauri (1531; anni '90 del Novecento).

### Architetture religiose
Chiese nel centro Urbano:
- 1091 - 1404, Duomo della Santissima Trinità, edificato trasformando il preesistente castello di Castronovo.
- 1480, Chiesa del Santissimo Salvatore.
- 1523, Chiesa di Santa Caterina d'Alessandria o della "Badia".
- 1608, Chiesa di Sant'Onofrio Anacoreta.
- 1666, Chiesa di Maria Santissima del Rosario.
- 1607, Chiesa della Madonna del Carmelo e convento dell'Ordine carmelitano.
- 1607, Chiesa della Madonna degli Agonizzanti.
- 1500, Chiesa della Madonna Annunziata.
- 1500, Chiesa della Madonna Immacolata ex chiesa di San Bartolomeo.
- 1618, Chiesa della Madonna della Bagnara e convento dell'Ordine dei frati minori cappuccini.
- 1636, Chiesa di San Giacomo, in seguito intitolata a San Giorgio.
- 1653, Chiesa di San Sebastiano Martire.
- 1531, Chiesa di San Simone Apostolo.
- 1556, Chiesa di San Francesco d'Assisi e convento dell'Ordine dei frati minori.
- 1589, Chiesa di San Giovanni Evangelista.
- 1625, Chiesa di Santa Rosalia Vergine.
- 1691, Chiesa di San Vito.
- 1346, Chiesa di San Rocco e monastero.
- 1776, Chiesa di Santa Maria Maddalena.
- 1554, Chiesa di Sant'Agata Vergine e martire e monastero.
- 1379, Chiesa di Sant'Antonio Abate e monastero.
- 1706, Chiesa di Santa Chiara.
- 1740, Chiesa di San Marco Evangelista.
- 1810, Chiesa del Calvario.
- 1801, Oratorio dello Spedale.
- 1796, Oratorio delle Anime Sante.

Altre chiese:
- 900, Chiesa della Madonna dell'Udienza, antica matrice di rito greco.
- 1265, Chiesa della Madonna dei Miracoli, Ospizio dei Teutonici.
- XIII secolo, Chiesa di San Vitale Abate, edificata sui resti della cappella regia ex castello chiaramontano promosso dal Gran Conte Ruggero dopo la liberazione nel 1077.
- ?, Chiesa di San Giorgio dei Greci, oggi chiesa del giudice giusto.
- XII secolo, Chiesa di San Michele.
- ?, Chiesa di San Lorenzo, tempio di rito greco.
- 1625, Chiesa della Madonna di Piedigrotta.
- ?, Chiesa di San Nicolò, antica residenza dei padri Cappuccini.
- 1391, Chiesa di San Pietro sul fiume Platani.
- ?, Chiesa di Sant'Ippolito.
- ?, Chiesa della Madonna Addolorata sul colle San Vitale.
- ?, Chiesa di San Lorenzo.
- ?, Chiesa di San Giuliano.
- ?, Chiesa di Sant'Andrea.
- ?, Chiesa di San Teodoro.
- ?, Chiesa di Nostra Signora dell'Itria.
- ?, Chiesa del Santissimo Crocifisso, Marcatobianco.
- ?, Chiesa di San Giuseppe, Regalmici.
- ?, Chiesa di Santo Stefano Protomartire.

#### Duomo della Santissima Trinità
L'edificio dell'attuale chiesa madre risale al 1091, costruito come presidio militare. Divenne chiesa aperta al culto nel 1388, dopo aver ampliato la costruzione iniziale. È nel 1404 che fu consacrata alla Santissima Trinità. Le uniche tracce del presidio militare si conservano nelle due torri: una utilizzata come campanile, l'altra adibita ad abside. Prima di essere trasferita nell'attuale luogo, il titolo di chiesa madre apparteneva alla chiesa della Madonna dell'Udienza, sul colle San Vitale. La pianta della chiesa è a croce latina, ad un'unica navata. Presenta delle cappelle laterali, i cui altari sono ornati con il marmo giallo del Kassar. La cappella più importante, e più ampia, è quella dedicata alla Madonna Addolorata, posta a sinistra del presbiterio: presenta al suo interno il tabernacolo del Santissimo Sacramento. Il marmo giallo è presente in altri arredi della chiesa (es. le acquasantiere all'ingresso). Nel presbiterio è presente il "Coro della collegiata" in legno di noce, realizzato da Antonino Giordano nel XVIII secolo. Il tempio è ricco di statue, tra esse quella raffigurante: San Giuseppe, Santa Lucia, Madonna della Catena, la vara del Santissimo Crocifisso e la vara in legno della Madonna Annunziata, di pregevole fattura, risalente al XVI secolo, realizzata da Marco Lo Cascio.
Apparato decorativo in stucco realizzato dallo scultore Antonio Messina.
Del pittore Pompeo Buttafuoco è documentato il dipinto raffigurante i Tre Magi del 1604.

#### Chiesa di Santa Caterina d'Alessandria
La chiesa è conosciuta come "Chiesa della Batia", per la presenza del un monastero di monache benedettine, governate da una madre Abadessa fino alla fine del secolo scorso. La costruzione risale al 1523 e ha un'unica navata lungo la quale si aprono sei cappelle laterali, alcune delle quali presentano altari in marmo giallo, che ritroviamo anche in altri elementi della chiesa (es. il recinto del presbiterio, l'acquasantiera, etc ...). La chiesa è impreziosita da numerose opere d'arte, tra cui ricordiamo l'Immacolata Concezione in legno dipinto e dorato del 1698 e la statua di Santa Caterina, in legno finemente lavorato, del XIX secolo, posta sull'altare principale.

#### Chiesa di Maria Santissima del Rosario
Edificata nel 1621, in origine la chiesa era molto più ampia, e si estendeva verso l'attuale corso Umberto, nel 1950, per favorire la viabilità, è stata ridotta di dimensioni. Al suo interno è presente una tela raffigurante la Madonna del Rosario, di Vito D'Anna, del XVIII secolo. Per la presenza di una vara raffigurante San Giorgio, realizzata da i Lo Cascio - stessi artisti della vara dell'Annunziata - la chiesa è nota ai castronovesi come chiesa di San Giorgio. Apparato decorativo in stucco realizzato dallo scultore Antonio Messina.

#### Chiesa di San Francesco d'Assisi
Chiesa di San Francesco d'Assisi e convento dell'Ordine dei frati minori. Anticamente, nello stesso luogo, sorgevano la chiesa e il convento di San Rocco. Dopo il crollo della struttura, nel 1556 sorse la nuova e attuale chiesa dedicata a Sant'Antonio di Padova, dedica voluta dal proprietario del terreno che portava il nome del santo. Nel 1578 si aggiunse il convento e si dedicò tutto il complesso a San Francesco d'Assisi. Nel 1868 il convento divenne proprietà dello Stato e fu adibito a palazzo comunale. La chiesa ha un'unica navata, senza transetto, con un'abside quadrata. Lateralmente vi sono otto altari, molti dei quali ornati dal prezioso marmo giallo del Kassar. Chiamata "la chiesa delle statue" in quanto contiene numerose statue di santi, tra cui: la statua raffigurante l'Immacolata Concezione (attribuita a Filippo Quattrocchi), San Pasquale Baylon, San Giuseppe, Sant'Eligio, Sant'Antonio di Padova, San Francesco d'Assisi, Vergine del Rosario, San Giovanni Apostolo, ecc...
Del pittore Pompeo Buttafuoco è documentato il dipinto raffigurante la Passione.

#### Chiesa del Calvario
La chiesa fu fondata nel 1810 grazie alle offerte dei paesani: qui sorgeva, dal 1520, un monastero femminile dedicato a Sant'Antonio Abate. È a pianta circolare con due piccoli vani utilizzati come sacrestia. Ogni anno nello spiazzale adiacente si celebrano i tradizionali riti del Venerdì Santo.

## Società

### Evoluzione demografica
Abitanti censiti

## Infrastrutture e trasporti
- Una strada extraurbana secondaria lunga circa 5 km collega il paese con la strada statale 189 Palermo - Agrigento.
- I collegamenti in autobus con Palermo sono garantiti dall'Azienda Siciliana Trasporti.
- A circa 10 km da Castronovo si trova la stazione di Cammarata - S. Giovanni Gemini; la stazione, facendo parte della Ferrovia Palermo-Agrigento-Porto Empedocle, permette di collegare Castronovo a Palermo ed Agrigento.
- La vecchia stazione di Castronovo, facente sempre parte della linea ferroviaria Palermo - Agrigento, è usata raramente, sebbene il parcheggio della stessa sia stato recentemente ampliato.

## Amministrazione
Elenco dei sindaci di Castronovo di Sicilia:
| Periodo        | Periodo        | Primo cittadino            | Partito      | Carica  | Note  |
| -------------- | -------------- | -------------------------- | ------------ | ------- | ----- |
| 6 giugno 1985  | 25 maggio 1998 | Salvatore Tirrito          | lista civica | Sindaco | [ 7 ] |
| 25 maggio 1998 | 27 maggio 2003 | Francesco Licata           | lista civica | Sindaco |       |
| 27 maggio 2003 | 11 giugno 2013 | Vitale Gattuso             | lista civica | Sindaco | [ 8 ] |
| 11 giugno 2013 | 11 giugno 2018 | Francesco Giuseppe Onorato | lista civica | Sindaco |       |
| 11 giugno 2018 | 29 Maggio 2023 | Vito Sinatra               | lista civica | Sindaco |       |
| 29 maggio 2023 |                | Vitale Gattuso             | lista civica | Sindaco |       |

### Altre informazioni amministrative
Fa parte del Parco dei Monti Sicani

## Sport
Il comune non presenta una squadra di calcio, data la situazione problematica del campo.